# Hakuna Matata
 Ovo je glavno značenje pojma Hakuna Matata. Za hrvatski glazbeni sastav pogledajte Hakuna Matata (glazbeni sastav).
Hakuna Matata je fraza iz svahili jezika, a označava život bez pravila, odgovornosti i briga, jednostavno afričko hedonističko načelo.
Po tom motu žive (ili barem tvrde da žive) kenijski i tanzanski pripadnici plemena Masai.

## U popularnoj kulturi
- U pjesma "Jambo Bwana" (Dobar dan, gospodine) iz 1980. kenijskog hotelskog benda "Them Mushrooms" (danas znani kao Uyoga) fraza Hakuna matata se ponavlja u refrenu. Pjesmu je napisao frontmen benda Teddy Kalanda Harrison.

- Nekoliko godina kasnije njemačka grupa Boney M izdaje pjesmu na engleskom "Jambo - Hakuna Matata"

- U animiranom filmu Kralj lavova po Hakuni Matati žive merkat Timon i bradavičasta svinja Pumbaa. Po tom klasiku animiranog filma snimljene su i TV serije o Timonu i Pumbii, kojem je Hakuna Matata moto i pjesma.

- Pjesma iz animiranog filma Kralj lavova, s glazbom Eltona Johna.

## Pjesma
Pjesma za animirani film Kralj lavova napisana na engleskom, ali je prevedena na mnoge jezike, među kojima se nalazi i hrvatski.
Stihovi na hrvatskom:
Hakuna Matata, 

krasnih riječi je zbir, 

Hakuna Matata, 

nije puki hir. 

I umjesto brige stižu sreća i mir. 

Filozofija bez felera: 

Hakuna Matata. 